# Рушково (Вармінсько-Мазурське воєводство)
Рушково (пол. Ruszkowo, нім. Rauschken) — село в Польщі, у гміні Дзялдово Дзялдовського повіту Вармінсько-Мазурського воєводства.
Населення — 720 осіб (2011).
У 1975-1998 роках село належало до Цехановського воєводства.

## Демографія
Демографічна структура станом на 31 березня 2011 року:
|          | Загалом | Допрацездатний вік | Працездатний вік | Постпрацездатний вік |
| -------- | ------- | ------------------ | ---------------- | -------------------- |
| Чоловіки | 341     | 62                 | 253              | 26                   |
| Жінки    | 379     | 86                 | 224              | 69                   |
| Разом    | 720     | 148                | 477              | 95                   |